# Johan Reinhold Aspelin
Johan Reinhold Aspelin, född 1 augusti 1842 i Messuby, Finland, död 29 maj 1915 i Helsingfors, var en finländsk arkeolog. Aspelin var gift med Anna Nielsen, död 1930. Han var bror till konsthistorikern Eliel Aspelin.

## Finlands första professor i arkeologi
Aspelin, som anses vara grundläggaren av den arkeologiska forskningen i Finland, inledde sina studier vid Helsingfors universitet 1862, blev filosofie kandidat 1866 och filosofie magister 1869. Hans forskningsintressen kom att omfatta såväl Finlands som de finsk-ugriska folkens förhistoria. Åren 1871-1873 genomförde han en längre studieresa till museer i Ryssland och försvarade sin doktorsavhandling ”Suomalais-ugrilaisen muinaistutkinnon alkeita” 1875. Aspelin bedrev också museistudier i Skandinavien, Tyskland och Baltikum. Sistnämnda år blev han amanuens vid universitetets historisk-etnografiska museum, men redan 1867 hade han haft en liknande tjänst vid statsarkivet i Helsingfors. Titeln filosofie doktor gavs först 1877 och samtidigt utkom första delen av i en serie av fem i det digra bildverket ”Muinaisjäänöksiä Suomen suvun asumus-aloilta”. Det, som var något slags supplement till doktorsavhandlingen, väckte internationell uppmärksamhet och översattes till franska. Aspelin verkade som extra ordinarie professor i Nordisk arkeologi vid Helsingfors universitet 1878-1885 och publicerade sistnämnda år den första översikten över Finlands förhistoria, ”Suomen asukkaat pakanuuden aikana”. Den var en sammanfattning av hans arkeologiska forskningsresultat rörande Finland och skriven i populär stil.

## Undersökning av finnarnas forntid
Aspelin inledde sin yrkesbana som historiker och intresserade sig för Österbottens historiska minnen, undersökte Malax socken och Korsholms slott, men då han insåg att de historiska källorna ej kunde ge så mycket information om äldre tider, började han intressera sig för arkeologi. Svenskspråkig som han var blickade han över på Sverige som var banbrytare i ämnet. Aspelin tog till sin uppgift att utreda den finska folkstammens forntid och dess folkvandring till nuvarande Finland.

## Finlands första statsarkeolog
År 1883 utfärdades den första fornminneslagen i Finland enligt Aspelins direktiv och året därpå grundades Arkeologiska kommissionen (numera Museiverket i Finland), till dess koordinator anställdes en statsarkeolog, vars uppgift var att ha det övergripande ansvaret över Finlands förhistoriska och historiska fornlämningar och leda forskningsarbetena på detta område. År 1885 lämnade Aspelin sin tjänst vid Helsingfors universitet då han utnämndes till Finlands första statsarkeolog, vilket Aspelin var fram till sin död 1915.

## Genealog och fotograf
Vid sidan av att vara organisator av fornminnesvården i Finland, var han med om att grunda Finska fornminnesföreningen 1870, var länge dess sekreterare och från 1885 dess ordförande. Aspelin var också en av förgrundsgestalterna till att Finlands nationalmuseum kom till stånd.  Dessutom var han dokumentärfotograf och släktforskare, titulerades riddarhusgenealog 1878-1882 och grundade den källkritiska genealogiska skolan i Finland.

## Publikationer
- Kokoilemia muinaistutkinnon alalta. 1, Etelä-Pohjanmaalta (1871)
- Suomalais-ugrilaisen muinaistutkinnon alkeita (1875)
- Muinaisjäännöksiä Suomen suvun asumus-aloilta. (1877-1884) (Översatt till franska av G. Biaudet under titeln ”Antiquités du Nord finno-ougrien”)
- De la civilisation prehistorique des peuples permiens et de leur commerce avec l'orient: notice archeologique (1878)
- La rosomonorum gens et le ruotsi etude d'histoire et d'archeologie: respectueusement dediee au Congres Archeologique d'Odessa le 27(15) aout 1884 (1884)
- Suomen asukkaat pakanuuden aikana (1885)
- Types de peuples de l'ancienne Asie centrale: souventir de l'Ienissei dedie a la societe imperiale d'archeologie de Moscou (1890)
- Opuscula Aspeliniana: kirjoitelmia kulttuurihistoriamme varhaistaipaleelta, 2 band (1942)

Om Aspelin kan man läsa i:
- Alt-Altaische Kunstdenkmäler: Briefe und Bildermaterial von J.R Aspelins Reisen in Sibirien und der Mongolei 1887-1889 / herausgegeben von Hjalmar Appelgren-Kivalo (1931)